# One Piece, épisode d'Alabasta : Les Pirates et la Princesse du désert
One Piece, épisode d'Alabasta : Les Pirates et la Princesse du désert est le huitième long métrage d'animation basé sur la franchise One Piece. Il est sorti dans les salles japonaises le 7 mars 2007 et en France le 20 mars 2013 directement en DVD.

## Synopsis
L'équipage du chapeau de paille et la princesse Vivi Nefertari arrivent à Alabasta, le royaume désertique. Leur objectif est de trouver les rebelles pour empêcher la guerre civile et révéler la machination orchestrée par le perfide Capitaine Corsaire Crocodile. Pour réussir, ils devront affronter les agents officiers du Baroque Works, bien décidés à les arrêter.

## Dans la chronologie
Ce film est une réécriture de l'arc Alabasta. Il s'agit en quelque sorte d'un résumé puisque le film dure 1h30 alors que dans la série animée l'arc Alabasta compte 38 épisodes. Certains passages ont été raccourcis, modifiés voire supprimés. Il ne s'intègre donc pas dans la chronologie de la série.